# 부천시의 향토문화재
부천시의 향토문화재는 부천시 내에 있는 문화재로서 「문화재보호법」(이하 "법"이라 한다)에 따라 국가 및 경기도 지정문화재로 지정되지 아니한 문화재 중 부천시장이 지정한 문화재를 말하며, 그 유형은 다음 각 목과 같다.
1. 유형문화재: 법 제2조제1항제1호의 유형문화재 중 향토문화의 보존상 필요하다고 인정하는 것
2. 무형문화재: 법 제2조제1항제2호의 무형문화재 중 향토문화의 보존상 필요하다고 인정하는 것
3. 기념물: 법 제2조제1항제3호의 기념물 중 향토문화의 보존상 필요하다고 인정하는 것
4. 민속문화재: 법 제2조제1항제4호의 민속문화재 중 향토문화의 보존상 필요하다고 인정하는 것
5. 그 밖에 향토문화의 보존에 필요하다고 인정하여 지정한 문화재

## 지정 목록
| 번호 | 그림 | 명칭                      | 소재지                                        | 소유자 (관리자)            | 지정·해제일자                                     | 비고                             |
| ---- | ---- | ------------------------- | --------------------------------------------- | -------------------------- | ------------------------------------------------- | -------------------------------- |
| 1호  |      | 변종인 묘와 신도비        | 부천시 오정구 고강동 산67-3(묘), 63-9(신도비) | 변창순                     | 1986년 4월 29일 지정, 2012년 5월 2일 명칭변경     | [ 깨진 링크 ( 과거 내용 찾기 ) ] |
| 2호  |      | 한언 묘와 묘표            | 부천시 소사구 계수동 산3-23                   | 한용진                     | 1998년 2월 5일 지정, 2012년 5월 2일 명칭변경      | [ 깨진 링크 ( 과거 내용 찾기 ) ] |
| 3호  |      | 한준 묘와 신도비          | 부천시 소사구 계수동 산3-22                   | 한용진                     | 1998년 2월 5일 지정, 2012년 5월 2일 명칭변경      | [ 깨진 링크 ( 과거 내용 찾기 ) ] |
| 4호  |      | 이한규 묘역 (李漢珪 墓域) | 부천시 원미구 여월동 328                      | 이정화                     | 2004년 5월 27일 지정, 2015년 6월 22일 소재지 변경 | [ 깨진 링크 ( 과거 내용 찾기 ) ] |
| 5호  |      | 부천석천농기고두마리      | 부천시 소사구 부흥로 402번길 36(심곡동)       | 부천석천농기고두마리보존회 | 2016년 2월 1일 지정                               |                                  |

## 참고 문헌
- 부천시청 - 향토유적
- 부천시청 홈페이지 - 고시/공고/입법예고 보관됨 2019-10-31 - 웨이백 머신
- 부천시 시보 보관됨 2020-09-20 - 웨이백 머신